# محمد الشايع
محمد عبد العزيز محمد حمود الشايع رجل أعمال واقتصادي كويتي ورئيس مجلس الإدارة التنفيذي في شركة محمد حمود الشايع.

## سيرته
درس في الكويت جميع مراحله الدراسية، والتحق بجامعة الكويت وتخرج بتخصص بكالوريوس تسويق، ثم سافر الي الولايات المتحدة الامريكية والتحق بكلية وارتون بجامعة بنسلفانيا للحصول علي الماجستير، وبعد أن أنهى دراسته الجامعية عمل في بنك مورغان ستانلي، وعاد إلى الكويت عام 1984 بعد تلقيه مكالمة هاتفية من والده وزير الكهرباء الكويتي السابق عبد العزيز الشايع، طلب منه فيها العودة إلى الكويت، ليعود فورا ويبدأ مسيرته التجارية في شركة محمد حمود الشايع.

## عضوياته
- عضو في المجلس الأعلى للتخطيط والتنمية في دولة الكويت.
- رئيس مجلس إدارة شركة المباني.
- عضو مجلس أمناء المؤسسة العربية.
- عضو مجلس إدارة منتور العربية والدولية مينتور.
- عضو في المجلس التنفيذي وارتون لأوروبا وأفريقيا والشرق الأوسط.
- عضو في مجلس المشرفين وارتون.